# Nährenbach
Der Nährenbach ist ein über 5 km langer, rechter und nordöstlicher Zufluss der Weser im Stadtgebiet von Hessisch Oldendorf im niedersächsischen Landkreis Hameln-Pyrmont.

## Verlauf
Der Nährenbach entsteht südwestlich vor dem Fuß des Süntels in der Nähe der Ortschaft Bensen aus dem Zusammenfluss des rechten Benser Bachs und des linken Hadessener Bachs, die beide im Süntel entspringen. Er fließt etwa südwestwärts. Im weiteren Verlauf fließt noch von links gegenüber einem Steinbruch am rechten Talhang der Pötzer Bach zu, danach durchzieht er das gewöhnlich trockene Nährenbach-Flutbecken, durchquert Fischbeck und kreuzt die Bahnstrecke Elze–Löhne sowie die Bundesstraße 83. Dann nimmt er von links einen Graben aus der rechten Flussaue auf und mündet wenig abwärts nach einem 5,5 km langen Lauf von rechts in die Weser.
Der Damm des Flutbeckens brach nach einem Unwetter am 19. Juli 1966, woraufhin der Ortskern von Fischbeck von einer vier Meter hohen Flutwelle überschwemmt wurde. 

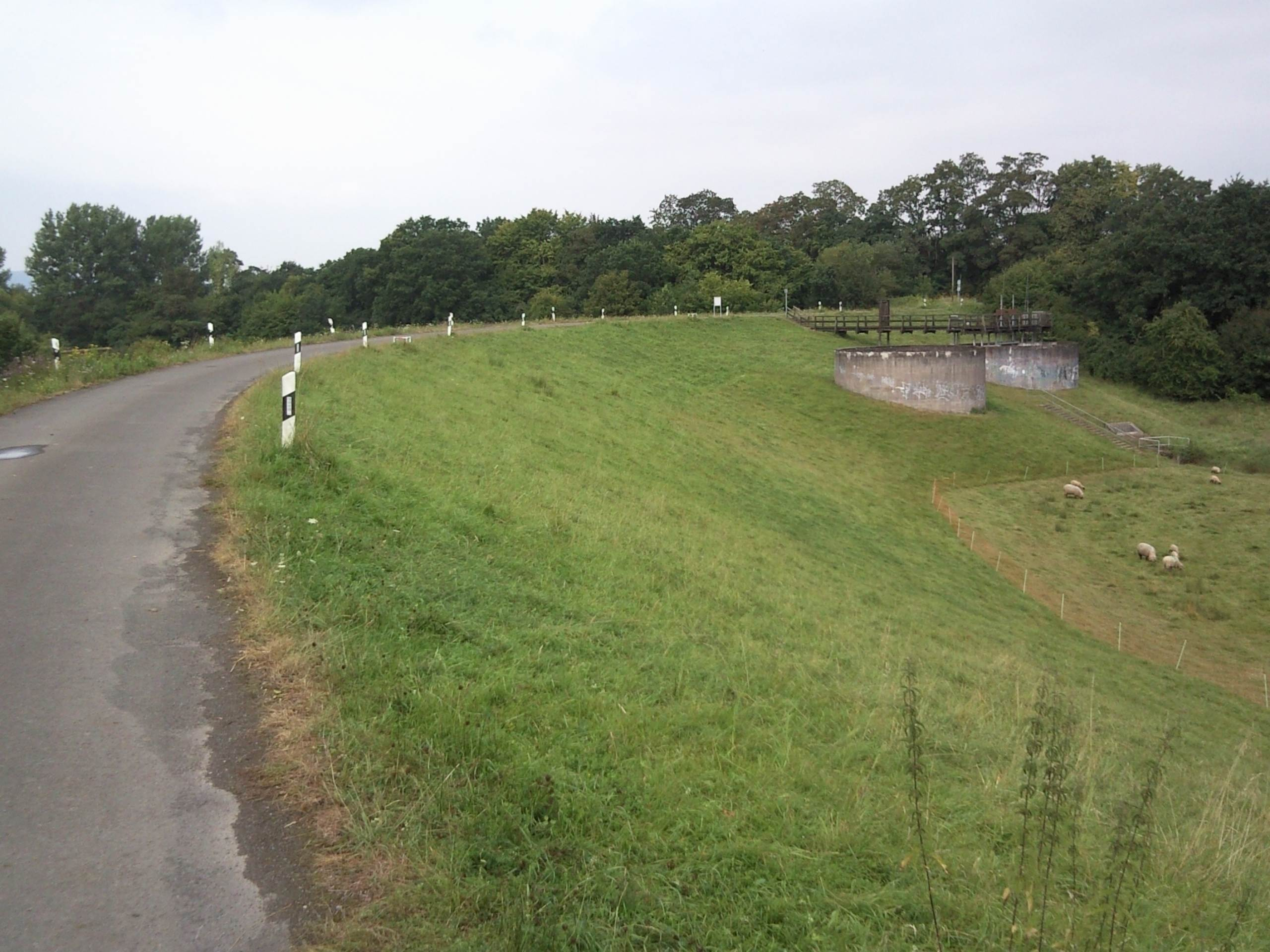
Staudamm des Nährenbachs, bei Fischbeck
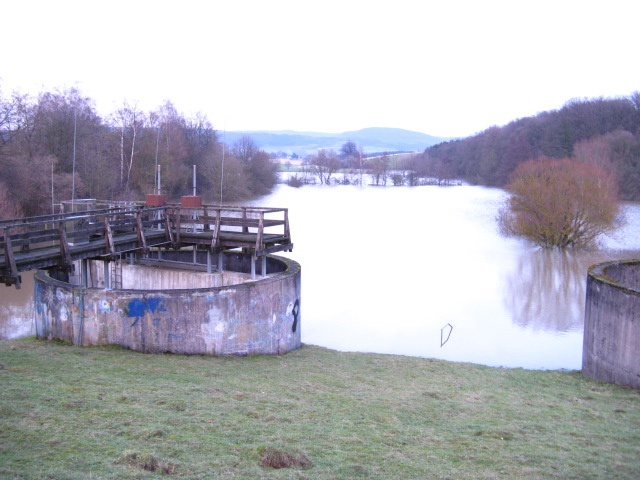
Einstau des Rückhaltebeckens bei Hochwasser (01/2011)